# Korbinian Aigner
Korbinian Aigner (n. 11 mai 1885, Hohenpolding – d. 5 octombrie 1966, Freising) numit și preotul merelor a fost un preot catolic bavarez pasionat de pomicultură. Datorită convingerilor sale politice, în anul 1940 a fost arestat de naziști și internat în lagărul de concentrare Dachau. La sfârșitul războiului, în anul 1945, a reușit să fugă din convoiul de prizonieri care erau duși pe jos în Tirol.